# ماسيمو دوناتي (دراج)
ماسيمو دوناتي (بالإيطالية: Massimo Donati)‏ هو دراج إيطالي، ولد في 18 يناير 1967 في سانتا ماريا مونتي في إيطاليا.

## وصلات خارجية
- ماسيمو دوناتي على موقع أرشيف الدراجات (الإنجليزية)
- ماسيمو دوناتي على موقع إحصائيات الدراجات الإحترافية (الإنجليزية)
- ماسيمو دوناتي على موقع CycleBase (الإنجليزية)